# Joaquín Ferreira
Joaquín Ferreira (ur. 28 kwietnia 1986 w Buenos Aires) – argentyński aktor telewizyjny, występujący w telenowelach i produkcjach meksykańskich, były aktor porno, artysta i grafik. 

## Życiorys

### Wczesne lata
Po ukończeniu artystycznej szkoły średniej w Escuela Superior de Bellas Artes Regina Pacis, studiował na wydziale architektury na Uniwersytecie w Buenos Aires. Ukończył studia na wydziale projektowania grafiki na Universidad de Palermo. Następnie przeniósł się do Meksyku, gdzie studiował sztuki performatywne. Był piłkarzem i rugbystą w Argentynie. 

### Kariera
Po rozpoczęciu kariery jako aktor filmowy i telewizyjny, był zaangażowany w tworzenie filmów pornograficznych w swojej rodzimej Argentynie pod pseudonimem David Dynamo. Wziął też udział w dwóch scenach dla LegalPorno.
W latach 2015–2017 stał się rozpoznawalny dzięki roli Potro w serialu internetowym Netflix Club de Cuervos. Gościł również w programie komediowym Estrella TV Noches con Platanito (2016).
W 2016 zadebiutował na scenie w farsie 23 centímetros, date lo que mereces.  
Dorabiał także jako model. W grudniu 2016 znalazł się na okładce magazynu „Maxim”.
W dominikańskiej komedii romantycznej fantasy Brzoskwinie (Melocotones, 2017) zagrał postać Sandro. Wystąpił serialach meksykańskich: Paquita la del Barrio (2017) u boku Miguela Ángela Biaggio jako Alfonso, Tres Milagros (2018) w roli Fernando Rendóna i 40 y 20 (2018) w odcinku pt. „Las groupies” jako piosenkarz.
19 października 2018 premierę miał mockument Club de Cuervos presenta: Yo, Potro, gdzie wystąpił jako Diego Armando „El Potro” Romani. W telenoweli Televisa Doña Flor y sus dos maridos (2019) wg powieści Jorge’a Amado zagrał postać Valentína, znanego we wszystkich barach i burdelach miasta oraz wyjątkowo nienasyconego kochanka, który umiera z powodu swoich ekscesów. 
Jako miłośnik zwierząt dołączył do Humane Society International (HSI), wzywając meksykański rząd do zakazu testowania kosmetyków na zwierzętach.